# Commission des subventions universitaires du Bangladesh
La Commission des subventions universitaires (University Grants Commission -UGC) (bengali : বিশ্ববিদ্যালয় মঞ্জুরী কমিশন Biśbobidyālaẏ mañjurī komiśan) du Bangladesh a été créée le 16 décembre 1972, en vertu du décret présidentiel (P.O. No 10 de 1973) du gouvernement de la république populaire du Bangladesh. En 2010, le gouvernement du Bangladesh (GOB) a annoncé la mise en œuvre de réformes au sein de la Commission des subventions universitaires (UGC) et a décidé de transformer l'UGC en Commission de l'enseignement supérieur du Bangladesh (HEC),,.